# Billy's Hollywood Screen Kiss
Pour plus de détails, voir Fiche technique et Distribution.
Billy's Hollywood Screen Kiss est un film américain réalisé par Tommy O'Haver, sorti en 1998.

## Fiche technique
- Titre : Billy's Hollywood Screen Kiss
- Réalisation : Tommy O'Haver
- Scénario : Tommy O'Haver
- Photographie : Mark Mervis
- Musique : Alan Ari Lazar
- Pays d'origine : États-Unis
- Genre : comédie romantique
- Date de sortie : 1998

## Distribution
- Sean Hayes : Billy Collier
- Brad Rowe : Gabriel
- Richard Ganoung : Perry
- Meredith Scott Lynn : Georgiana
- Matthew Ashford : Whitey
- Armando Valdes-Kennedy : Fernando
- Paul Bartel : Rex Webster
- Carmine Giovinazzo : Gundy
- Holly Woodlawn : Holly